# 해먼드 스타디움
해먼드 스타디움(Hammond Stadium)은 미국 플로리다주 포트마이어스에 위치한 야구장이다. MLB 미네소타 트윈스의 스프링 트레이닝 장소이다.